# Christian Timm
Christian Timm (Herten, 27 febbraio 1979) è un ex calciatore tedesco di ruolo attaccante.

## Palmarès

### Club

#### Competizioni nazionali
- Campionato tedesco di seconda divisione: 1

Colonia: 1999-2000

#### Competizioni internazionali
- UEFA Champions League: 1

Borussia Dortmund: 1996-1997
- Coppa Intercontinentale: 1

Borussia Dortmund: 1997